# Hoosick Falls Historic District

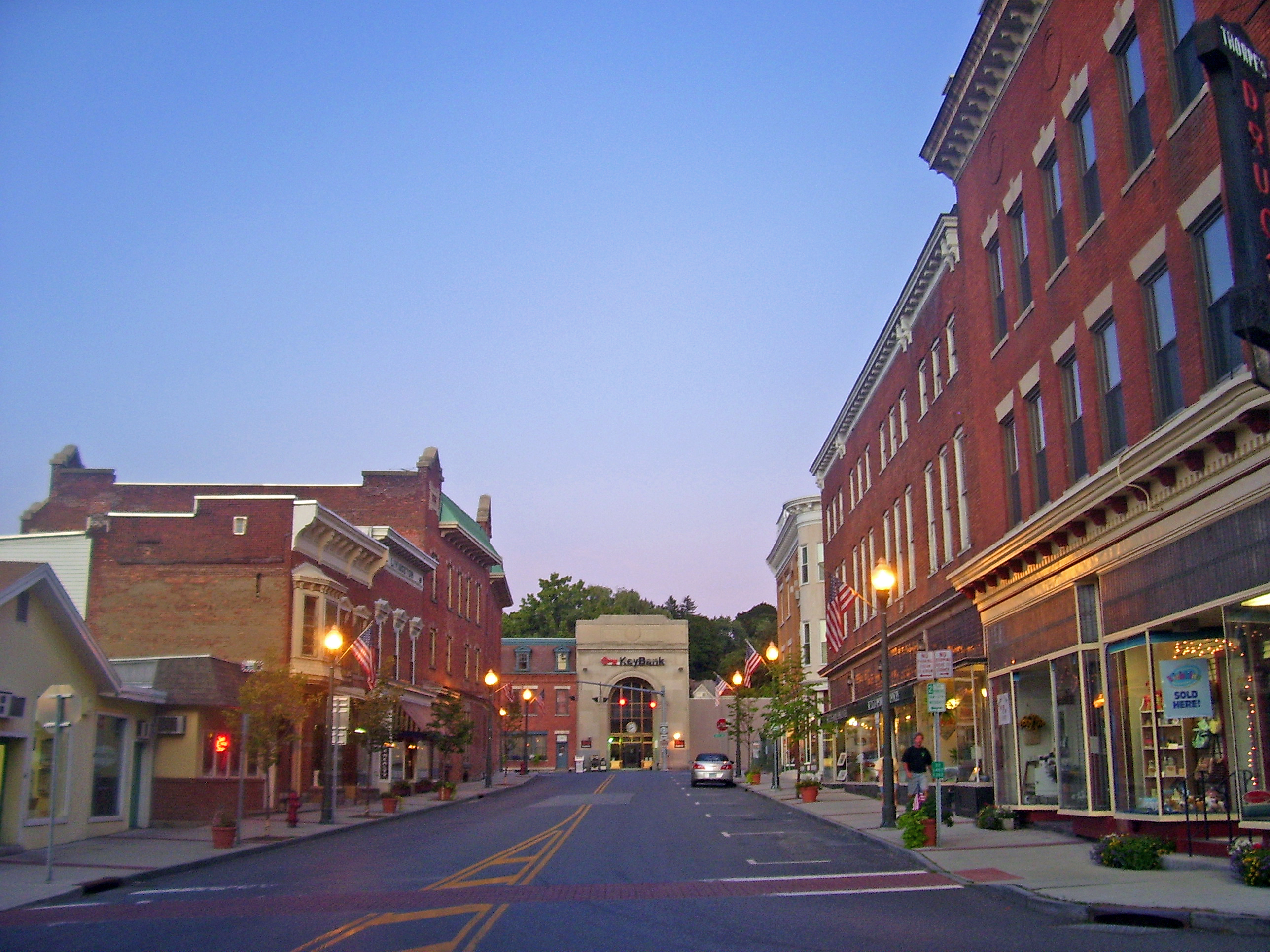
Blick von der Church Street über die John Street zur Main Street (2008)

Hoosick Falls Historic District ist die Bezeichnung für ein Denkmalschutzgebiet im Zentrum von Hoosick Falls im Rensselaer County in New York, Vereinigte Staaten. Es handelt sich um ein 3,2 Hektar umfassendes Gebiet vor allem an Church und Classic Street sowie der John Street (New York State Route 22) auf dem südlichen Ufer des Hoosick Rivers.
Die meisten seiner vierzig Bauwerke sind seit ihrem Entstehen gegen Ende des 19. Jahrhunderts und zum Beginn des 20. Jahrhunderts im Wesentlichen intakt geblieben. Jene Zeit war für Hoosick Falls eine Phase des wirtschaftlichen Wohlstands, da die Mühlen und Fabriken in dem Village vom Fluss und der Wasserkraft Vorteil zogen. Die Gebäude wurden 1980 als historischer Distrikt zusammengefasst und in das National Register of Historic Places aufgenommen.

## Geographie
Der Distrikt ist ungefähr wie ein auf dem Kopf stehendes L geschnitten und erstreckt sich entlang der drei Straßen, denen die State Route 22 in diesem Teil des Ortes folgt. Er beinhaltet im Süden die Anwesen 59 und 60 Church Street, einige Parzellen nördlich der Elm Street. Direkt nördlich des U.S. Post Office Hoosick Falls umfasst er auch die westliche Seite der Main Street und dann auch die Bauwerke auf beiden Straßenseiten in der Nähe der Kreuzung mit der John Street.
Die Grenzen des Distrikts folgen der Südseite der Classic Street ostwärts bis eine Parzelle vor der Stelle, an der über die High Street die State Route 22 nordwärts in Richtung Cambridge abbiegt. Von da verläuft die Grenze in nördlicher Richtung bis zum Fluss und entlang seines Ufers westwärts bis zur Church Street. Westlich verläuft die Grenze an der Classic Street und biegt dann aus, um auf dem Weg zum Anfangspunkt die Anwesen auf der westlichen Straßenseite einzuschließen.
In diesem Bereich stehen 40 Bauwerke. Viele von ihnen sind gewerbliche oder gemischt genutzte mehrstöckige Bauwerke aus der Zeit zwischen den 1880er und 1920er Jahren; nur ein Gebäude ist ein moderner Eindringling. Die meisten der Gebäude sind in dem vorherrschenden Baustilen der Zeit ihrer Entstehung ausgeführt, vor allem Italianate-Stil und dem Second Empire, dazwischen finden sich ein paar neo-georgianische Bauwerke aus dem 20. Jahrhundert. Die wenigen ausschließlich als Wohngebäude dienenden Häuser sind vor allem im Stick-Eastlake-Style des ausgehenden 19. Jahrhunderts erbaut. Bei den offenen Fläche handelt es sich um vakante Parzellen oder Parkplätze.

## Geschichte
Hoosick Falls wurde vor dem Amerikanischen Unabhängigkeitskrieg von zwei Männern aus Connecticut gegründet. Nach dem Krieg errichteten diese am Fluss eine Mühle und erbauten die erste Brücke. Inkorporiert wurde der Ort 1827, etwa ein halbes Jahrhundert nach der Gründung.
Andere Unternehmer aus Neuengland kamen in den Ort, um ebenfalls am Fluss Textilmühlen aufzubauen. Der bekannteste Fabrikant des Ortes, Walter A. Wood, ließ sich 1836 nieder. Er meldete 1853 eine Mähmaschine zum Patent an und produzierte sowohl Mähmaschinen als auch Balkenmäher. Nach dem Sezessionskrieg bezog sein Unternehmen, die Walter A. Wood Mowing and Reaping Machine Manufactory, einen alten Baumwollverarbeitungsbetrieb auf der Nordseite des Flusses. Das Unternehmen expandierte weiter und vier Jahre später wurde eine neue Fabrik gebaut.
Woods Firma wurde um 1900 eines der führenden Produktionsunternehmen für diese Produkte auf der Welt. Zum Zeitpunkt seiner größten Blüte beschäftigte das Unternehmen rund 2000 Bewohner des Ortes. Wood selbst war zweimal Distriktabgeordneter im Repräsentantenhaus der Vereinigten Staaten. Wood ließ den großen dreistöckigen Wood Block bauen, der das Zentrum von Hoosick Falls dominiert. Woods Unternehmen musste schließlich 1924 den Betrieb einstellen, weil die Produkte gegenüber den von John Deere entwickelten motorisierten Maschinen nicht mehr konkurrenzfähig waren.